# فرهنگ کشاورزی و منابع طبیعی
فرهنگ کشاورزی و منابع طبیعی کتابی از گروه علوم کشاورزی فرهنگستان علوم جمهوری اسلامی ایران است که در سال ۱۳۸۱–۱۳۷۷ منتشر و در مراسم کتاب سال جمهوری اسلامی ایران به‌عنوان کتاب برگزیده معرفی شد.